# IC 1719
IC 1719 — галактика типу S0 (спіральна галактика) у сузір'ї Скульптор.
Цей об'єкт міститься в оригінальній редакції індексного каталогу.